# Practical Arrangement
Practical Arrangement - singel Stinga wydany 15 lipca 2013, zapowiadający album pt. The Last Ship. Utwór ma formę jazzowej serenady, w której mężczyzna proponuje "praktyczne małżeństwo" kobiecie samotnie wychowującej syna.

## Lista utworów
| 1. | "Practical Arrangement" | 3:16  |
|    |                         |       |
|    |                         | 03:16 |
|    |                         |       |

## Notowania
| Media                          | Lista przebojów | Najwyższa pozycja |
| ------------------------------ | --------------- | ----------------- |
| Program Trzeci Polskiego Radia | LP3             | 1                 |
| Radio Centrum Kalisz           | Top 30          | 11                |
| Radio Merkury Poznań           | Lista Przebojów | 23                |
| Radio Złote Przeboje           | Lista Przebojów | 23                |
| Portal e-migrant               | Lista Przebojów | 15                |